# 7779 Susanring
7779 Susanring (1993 KL) là một tiểu hành tinh vành đai chính được phát hiện ngày 19 tháng 5 năm 1993 bởi J. B. Child ở Palomar.